# 小行星2205
小行星2205（2205 Glinka）是一颗绕太阳运转的小行星，为主小行星带小行星。该小行星于1973年9月27日发现。
該小行星以俄罗斯作曲家米哈伊尔·格林卡命名。

## 轨道参数
小行星2205的轨道半长轴为3.0018051 UA，离心率为0.124。